# Лабиринт Ночи
Лабиринт Ночи (лат. Noctis Labyrinthus) — крупнейший лабиринт Марса. Это комплекс пересекающихся каньонов, который простирается на 1200 км, соединяя западный конец долин Маринера с северным концом борозд Кларитас.
Центр лабиринта имеет координаты 6°22′ ю. ш. 258°49′ в. д. / 6,36° ю. ш. 258,81° в. д.

## Открытие и наименование
Лабиринт Ночи унаследовал имя озера Ночи (лат. Noctis Lacus) — детали альбедо, обнаруженной в ходе наземных наблюдений ещё в XIX веке и наименованной Эженом Антониади. Озеро Ночи — это маленькое тёмное пятно, видимость которого очень изменчива.
В 1971—1972 годах космический аппарат «Маринер-9» получил первые детальные снимки этой области, и оказалось, что озеро Ночи — это тёмная (восточная) часть большой системы каньонов. В 1973 году Международный астрономический союз утвердил для неё название Noctis Labyrinthus (лабиринт Ночи). Это первый получивший название лабиринт Марса и самый большой из них.

## Описание
Лабиринт Ночи находится на поднятии, достигающем высоты 11 км. Это второе по высоте и площади нагорье Марса, а на западе оно переходит в самое высокое и обширное — провинцию Фарсида. На юге лабиринт Ночи граничит с плато Сирия, на юго-востоке — с плато Синай и плато Солнца. С севера от него отходят многочисленные борозды, получившие название «борозды Ночи», с юго-запада — система борозд Кларитас, а с востока — каньон Ио и каньон Титона, которыми начинаются долины Маринера. Кроме того, с юго-восточной стороной лабиринта Ночи сливается частично разрушенный 124-километровый кратер Аудеманс.
Каньоны, которые образуют лабиринт Ночи, представляют собой грабены. Во многих местах на них накладываются округлые углубления (возможно, кратеры, расширенные эрозией). Глубина каньонов достигает нескольких километров. Большая часть их днищ покрыта песком и пылью, принесёнными ветром. Местами видны песчаные дюны.
На стенках впадин видны обнажения многочисленных слоёв горных пород. В частности, там есть слои вулканического пепла и застывшей лавы — не только более древние, но и более молодые, чем сами каньоны. В породах на дне этих впадин по спектрам в видимой и инфракрасной области, полученным аппаратом «Mars Reconnaissance Orbiter», обнаружены гидратированные сульфаты, силикаты, опал, алюминийсодержащие глины и ряд других минералов.

### Туман и облака
Утром над лабиринтом Ночи поднимается туман, состоящий из кристалликов водяного льда. Причина этого точно не известна. Возможно, дело в том, что западные склоны каньонов вечером служат ловушками водяного пара (как самые холодные места в это время суток), а утром, становясь самыми тёплыми местами, отдают этот пар. Поднимаясь и охлаждаясь, он конденсируется в кристаллики.
Кроме того, когда Марс находится вблизи перигелия, над лабиринтом Ночи и долинами Маринера появляются высокие (40—50 км) облака. Восточный ветер вытягивает их вдоль экватора и сносит к западу, где они постепенно размываются. Их длина достигает нескольких сотен (до тысячи) километров, а ширина — нескольких десятков. Состоят они, судя по условиям в этих слоях атмосферы, тоже из водяного льда. Они довольно густые и отбрасывают на поверхность хорошо заметные тени. Их появление объясняют тем, что неровности рельефа вносят возмущения в воздушные потоки, направляя их вверх. Там они охлаждаются, а содержащийся в них водяной пар конденсируется.

## Происхождение и история
Морфология каньонов лабиринта Ночи показывает, что он образовался в ходе тектонических процессов — растяжения и растрескивания поверхности. Вероятно, это было следствием её поднятия. Наложение его каньонов на другие детали рельефа даёт возможность выяснить, в каком порядке они образовались. По этим данным видно, что в районе лабиринта Ночи тектоническая активность шла в несколько этапов. Продолжалась она, возможно, 2—3 млрд лет.
Каньоны этого лабиринта прорезаны в лавовых равнинах, сформировавшихся, вероятно, в конце нойской — конце гесперийской эры (около 3,7—3,0 млрд лет назад). Возраст самого лабиринта одни исследователи оценивают как позднегесперийский — раннеамазонийский (3—2 млрд лет), другие — как поздненойский — раннегесперийский (около 3,7 млрд лет). По-видимому, этот лабиринт сформировался одновременно с долинами Маринера. Борозды Ночи и борозды Кларитас образовались, вероятно, раньше лабиринта Ночи и одновременно друг с другом. Их возраст оценивается как поздненойский — раннегесперийский. Кроме того, в окрестностях лабиринта есть некоторое количество разломов, которые образовывались и в другие времена (и раньше, и позже него). Старше или младше лабиринта кратер Аудеманс, неясно.
Причины тектонической активности в районе лабиринта Ночи, как и долин Маринера, точно не известны. Возможно, образование самых древних разломов в области лабиринта Ночи было следствием растяжения поверхности в ходе поднятия провинции Фарсида и соседних участков. Крупные каньоны образовались позже — вместе с долинами Маринера. Некоторые авторы предполагают связь самых древних разломов в области лабиринта с ударным образованием равнины Исиды. По этой версии, сейсмические волны от этого удара сконцентрировались на противоположной стороне Марса — в окрестностях точки 15°00′ ю. ш. 269°00′ в. д. / 15,0° ю. ш. 269,0° в. д., которая находится примерно в 400 км от центра лабиринта Ночи.
Относительно недавно (50—100 млн лет назад) некоторые каньоны были частично заполнены пеплом и лавой вулканов Фарсиды и плато Сирия. Позже часть этих пород снесла эрозия. На современный облик этой области эти осадки повлияли относительно мало.
Морфология некоторых слоёв пород указывает на то, что их осаждение шло одновременно с раскрытием каньонов. Следов водных потоков в окрестностях лабиринта Ночи не найдено, и предполагается, что образование гидратированных минералов связано с подземными водами или тающими снегами. Вероятно, иногда каньоны даже частично заполнялись водой.
Найдена там и деталь рельефа, для которой некоторые исследователи предполагают ледниковое происхождение. Это холм диаметром около 2 км, у которого северо-восточный склон намного круче противоположного. Находится он по координатам 8°20′ ю. ш. 266°20′ в. д. / 8,33° ю. ш. 266,34° в. д.
В некоторых каньонах лабиринта Ночи влажные и нейтральные условия сохранялись ещё долго после того, как в целом на Марсе они сменились сухими и кислыми. Сравнение возраста разных минералов Марса показывает, что смена нейтральной обстановки на кислую произошла между нойской и гесперийской эрой. На это указывает, в частности, то, что для нойской эры характерно отложение смектитов, а для гесперийской — сульфатов. Кроме того, со временем климат становился всё суше: обнаруженные на Марсе гидратированные минералы относятся в основном к первому миллиарду лет его истории (до раннегесперийского времени). Но в некоторых каньонах лабиринта Ночи влажные нейтральные условия сохранялись ещё в гесперийской и, возможно, начале амазонской эры. Там обнаружены и более молодые гидратированные породы (позднеамазонские, < 100 млн лет), но они могли сформироваться и при климате, аналогичном современному.